# Morgnshtern
Morgnshtern (jiddisch מאָרגןשטערן, auf polnisch Jutrznia) war ein 1924 als Verein und 1925 als Verband gegründeter jüdischer Arbeitersportbund des Allgemeinen Jüdischen Arbeiterbunds in Polen. Im Februar 1938 war der Warschauer Morgnshtern-Verein mit 1855 Mitgliedern der größte Sportverein Polens. Im Gegensatz zu den anderen größeren jüdischen Verbänden wie Makkabi und Hapoel war der Verband politisch dem antizionistischen Spektrum zuzurechnen.
Bereits 1909 war mit Jutrzenka Kraków ein Morgnshtern-Verein gegründet worden, ein Dachverband entstand allerdings erst in der Zweiten Polnischen Republik in den 20er-Jahren in Warschau, als offizielles Gründungsjahr gilt 1926.
Der Verband wurde 1925 Mitglied der Sozialistischen Arbeitersport Internationalen (SASI). Arbeitssprache des Verbandes war Jiddisch. 1931 nahm Morgnshtern mit einer eigenen Mannschaft an der Internationalen Arbeiterolympiade in Wien teil. 1932 hatte der Verband über 100 Ortsgruppen und ca. 4500 Mitglieder. Der Verband wuchs bis 1937 auf ca. 8000 Mitglieder an, ehe er im Zuge von zunehmendem Antisemitismus nach dem Tod von Józef Piłsudski vor dem Überfall Deutschlands 1939 wieder bei ca. 4500 Mitgliedern stand. Der Verband bemühte sich, dem Leistungssportdenken des bürgerlichen Sports das eigene Modell des Freizeitsports entgegenzuhalten, z. B. indem beim Fußball neben Toren auch Punkte für Fair Play und schönes Spiel spielentscheidend sein sollte.
Ab der Wirtschaftskrise 1929 nahmen die Spannungen mit dem polnischen Sportverband zu, ab 1934 wurde der Sportbetrieb teilweise untersagt und die Morgnshtern-Vereine verboten. 1937 wurde ihr die Ausreise für die Arbeiterolympiade in Antwerpen durch die polnischen Behörden verweigert. Mit dem Überfall auf Polen hörte der Verband auf zu existieren.